# Wojciech Sawicki (urzędnik)
Wojciech Marian Sawicki (ur. 20 marca 1955 w Warszawie) – polski urzędnik państwowy, szef Kancelarii Senatu w latach 1990–1996, w latach 2011–2021 sekretarz generalny Zgromadzenia Parlamentarnego Rady Europy.

## Życiorys
Syn Feliksa Sawickiego. W latach 1973–1978 studiował informatykę na Wydziale Matematyki, Informatyki i Mechaniki Uniwersytetu Warszawskiego. W 1977 rozpoczął pracę w Centrum Informatyki Energetyki w Warszawie jako programista, a w 1980 jako kierownik pracowni oprogramowania systemowego.
Od 1979 zasiadał w zarządzie Klubu Inteligencji Katolickiej w Warszawie, w latach 1981–1984 pełnił funkcję jego wiceprezesa, a od 1984 do 1990 – skarbnika. Od grudnia 1981 do 1987 był kierownikiem Sekcji Informacji i Ewidencji w Prymasowskim Komitecie Pomocy Osobom Pozbawionym Wolności i ich Rodzinom.
W latach 1990–1996 zajmował stanowisko szefa Kancelarii Senatu. W 1996 został zastępcą sekretarza generalnego Zgromadzenia Parlamentarnego Rady Europy. W  1990 został członkiem Stowarzyszenia Sekretarzy Generalnych Parlamentów (ASGP), w latach 1992–1996 zasiadał w jego Komitecie Wykonawczym, a w okresie 1994–1996 był wiceprezydentem. W latach 1997–2011 był dyrektorem Europejskiego Centrum Dokumentacji i Studiów Parlamentarnych (ECPRD).
W październiku 2010 został wybrany na stanowisko sekretarza generalnego Zgromadzenia Parlamentarnego Rady Europy, pięcioletnią kadencję rozpoczął w 2011. We wrześniu 2015 został wybrany na kolejną pięcioletnią kadencję. Zakończył urzędowanie w 2021.

## Odznaczenia
W 2011 za wybitne osiągnięcia w podejmowanej z pożytkiem dla kraju działalności państwowej i publicznej, za zasługi na rzecz przemian demokratycznych w Polsce został odznaczony Krzyżem Komandorskim Orderu Odrodzenia Polski.
W 2022 prezydent Ukrainy Wołodymyr Zełenski wyróżnił go Orderem Księcia Jarosława Mądrego III klasy.